# Hypercompe gaujoni
Hypercompe gaujoni är en fjärilsart som beskrevs av Paul Dognin 1889. Hypercompe gaujoni ingår i släktet Hypercompe och familjen björnspinnare. Inga underarter finns listade i Catalogue of Life.